# Aslonnes
Aslonnes är en kommun i departementet Vienne i regionen Nouvelle-Aquitaine i västra Frankrike. Kommunen ligger i kantonen La Villedieu-du-Clain som tillhör arrondissementet Poitiers. År 2022 hade Aslonnes 1 130 invånare.

## Befolkningsutveckling
Antalet invånare i kommunen Aslonnes
| Referens: INSEE |